# Festival des Pains
 (février 2024).
Si vous disposez d'ouvrages ou d'articles de référence ou si vous connaissez des sites web de qualité traitant du thème abordé ici, merci de compléter l'article en donnant les références utiles à sa vérifiabilité et en les liant à la section « Notes et références ».
Créé en 1989, Festival des Pains est un groupement de 23 meuniers implantés en France, et qui, en partenariat avec les agriculteurs, sélectionne des blés pour les artisans boulangers.
Situé à Lamotte-Beuvron dans le Loir-et-Cher, le centre de recherche a pour vocation de tester, de contrôler et d’inventer en permanence les blés, les farines, les recettes. L'entreprise innove et élabore des recettes et produits correspondant aux besoins des consommateurs et à leurs comportements alimentaires qui évoluent. En s’associant avec les grands noms de la profession comme les Meilleurs Ouvriers de France, elle a mis au point des produits de grande qualité gustative et nutritionnelle[réf. nécessaire].
En 2019, les centre de formation du site est agrandi et transformé en école de boulangerie. En 2021, 635 personnes ont été formées sur site ou en région.
Une trentaine de produits sont disponibles dans la gamme des pains. La Festive, baguette de tradition française élaborée à partir d’une farine Label Rouge, a été élue saveur de l’année 2007 à 2015.